# Cymatura mabokensis
Cymatura mabokensis es una especie de escarabajo longicornio del género Cymatura, tribu Xylorhizini, subfamilia Lamiinae. Fue descrita científicamente por Breuning & Teocchi en 1973.
La especie se mantiene activa durante los meses de abril, junio y agosto.

## Descripción
Mide 22-23 milímetros de longitud.

## Distribución
Se distribuye por Costa de Marfil, Gabón y República Centroafricana.